# Архангельський Віталій Миколайович
Архангельський Віталій Миколайович (26. 03(07. 04). 1897, Тула, РФ — 25. 04. 1973, Москва) — російський радянський лікар-офтальмолог. Доктор медичних наук (1938), професор (1939), член-кореспондент АМН СРСР (1952).

## Біографія
Навчався в Тульській семінарії, у 1916 році закінчив її 4-1 клас. Поступив до медичного факультету Московського університету, який закінчив 1922 року. У 1930—1938 роках працював доцентом на цьому факультеті. 1937 року захистив дисертацію доктора наук на тему «Пигментный эпителий сетчатки и эпителиальные листки цилиарного тела и радужки». 1938 року призначений завідувачем кафедри офтальмології та клініки Куйбишевського медичного університету. З 1942 до 1944 року був професором ленінградської Військово-медичної академії. Член КПРС з 1944 року.
У 1944—1951 роках був завідувачем кафедри очних хвороб Київського медичного інституту. Параельно в 1945—1949 роках працював старшим науковим співробітником в Інституті клінічної фізіології АН УРСР.
У 1952 році очолив Інститут очних хвороб у м. Москва. У 1953 році також став завідувачем кафедри очних хвороб 1-го Московського медичного інституту. У 1961—1971 роках був Головним офтальмологом МОЗ СРСР.
Редактор журналу «Вестник офтальмологии» (укр. «Вісник офтальмології»).
1971 року вийшов на пенсію.

## Наукова діяльність
Досліджував патологічну морфологію ока, вплив судин ока на процес зору, участь нервової системи в патології ока. За 10 років праці на кафедрі Київського медичного інституту опублікував 15 наукових праць, під його керівництвом захищені 4 кандидатські дисертації.
Голова Всесоюзного офтальмологічного товариства в 1957—1973 роках.

## Наукові праці
Був відповідальним редактором видання «Очні хвороби» (рос. «Глазные болезни») (1952—1967).
- Введение к микроскопическому исследованию глаза. Москва, 1926
- Опыт лечения помутнений стекловидного тела переливанием крови // Вопросы клинической и экспериментальной гематологии. 1931. Т. 2
- Пигментальный эпителий глаза в его нормальном и патологическом состоянии // Рус. офтальмол. журн. 1931. Т. 12
- Очні хвороби. К., 1950
- Практическое руководство по патологогистологической технике для офтальмологов. Москва, 1957
- Морфологические основы офтальмоскопической диагностики. Москва, 1960
- Учебник глазных болезней. Москва, 1963 (співавт.)
- Вопросы практической офтальмологии. Москва, 1964 (співавт.)
- Глазные болезни. Москва, 1969
- Методическое руководство к преподаванию курса глазных болезней для лечебного факультета. Москва, 1970 (співавт.).
- О развитии глаза и его функций в связи с развитием организма в единстве с внешней средой, Вестн. офтальм., т. 33, в. 6, с. 3, 1954
- Межуточное вещество сетчатки и его значение в процессах обмена и функции глаза человека, Вестн. АМН СССР, № 9, с. 21, 1958

## Нагороди
- Премія ім. М. І. Авербаха (1961, за атлас «Морфологічні основи офтальмоскопічної діагностики»)
- Орден Леніна
- Орден «Знак Пошани»
- Заслужений діяч науки РРФСР (1958)